# Karnobat
Karnobat (bulharsky: Карнобат) je město v Burgaské oblasti v Bulharsku. Je také administrativním centrem stejnojmenné obštiny.

## Historie
Karnobatská oblast se nachází na jižní straně Rishského a Varbitského průsmyku. Území bylo osidlováno už v Neolitu a době železné. Po založení První bulharské říše se zdejší oblast stala dějištěm mnoha bitev mezi Bulhary a Byzancí. Zvláštní význam měla v této době pevnost Markeli (7,5 kilometru od Karnobatu), která byla vojenským a biskupským sídlem.
První písemná zpráva o městu Karnobatu pochází z roku 1153. Nachází se v jedné z kartografických knih od arabského cestovatele a učence Al-Idrísího. Během turecké nadvlády bylo město významným správním a obchodním centrem. Koncem 18. století zde vykonával službu bulharský kněz Stoiko Vladislavov (známý jako Sofronij Vračanský).
V 19. století vyhnali obyvatele Karnobatu z města biskupa z Pomorie a tím se zbavily řeckého vlivu. Město se v této době stalo administrativním, ekonomickým a komerčním centrem. V roce 1838 zde byl postaven kostel Jana Evangelisty a v roce 1864 byla otevřena necírkevní škola.
Během Rusko-turecké války (1877–1878) padlo mnoho zdejšího obyvatelstva za oběť bašibozukům a Adygejcům, kteří po ústupu Rusů prováděli rozsáhlé turecké represálie. K osvobození Karnobatu z turecké nadvlády došlo 24. ledna 1878.

## Pamětihodnosti
- Středověká pevnost Markeli – nachází se 7,5 kilometru západně od města na kopci u řeky Mochuritsa. Archeologické vykopávky, které začaly v roce 1986, zde odhalily středověkou baziliku z 6. století, bulharský kostel z 10. století a byzantský kostel z 11. století.
- Sinabey Hamam – turecké veřejné lázně z poslední čtvrtiny 15. století.
- Hodinová věž – postavena v roce 1874. Nachází se poblíž lázní.
- Kostel svatého Jana Evangelisty
- Mešita – postavena v roce 1821
- Židovský hřbitov

## Rodáci
- Benčo Obreškov (1899–1970) – bulharský malíř
- Dimităr Poljanov (1876–1958) – bulharský básník a publicista
- Ivan Karanovski (1882–1960) – bulharský literární kritik
- Minko Nevolin (1881–1972) – bulharský básník a spisovatel
- Manol Kančev (1919 - 2012 Bratislava , Slovensko)  - architekt

## Galerie

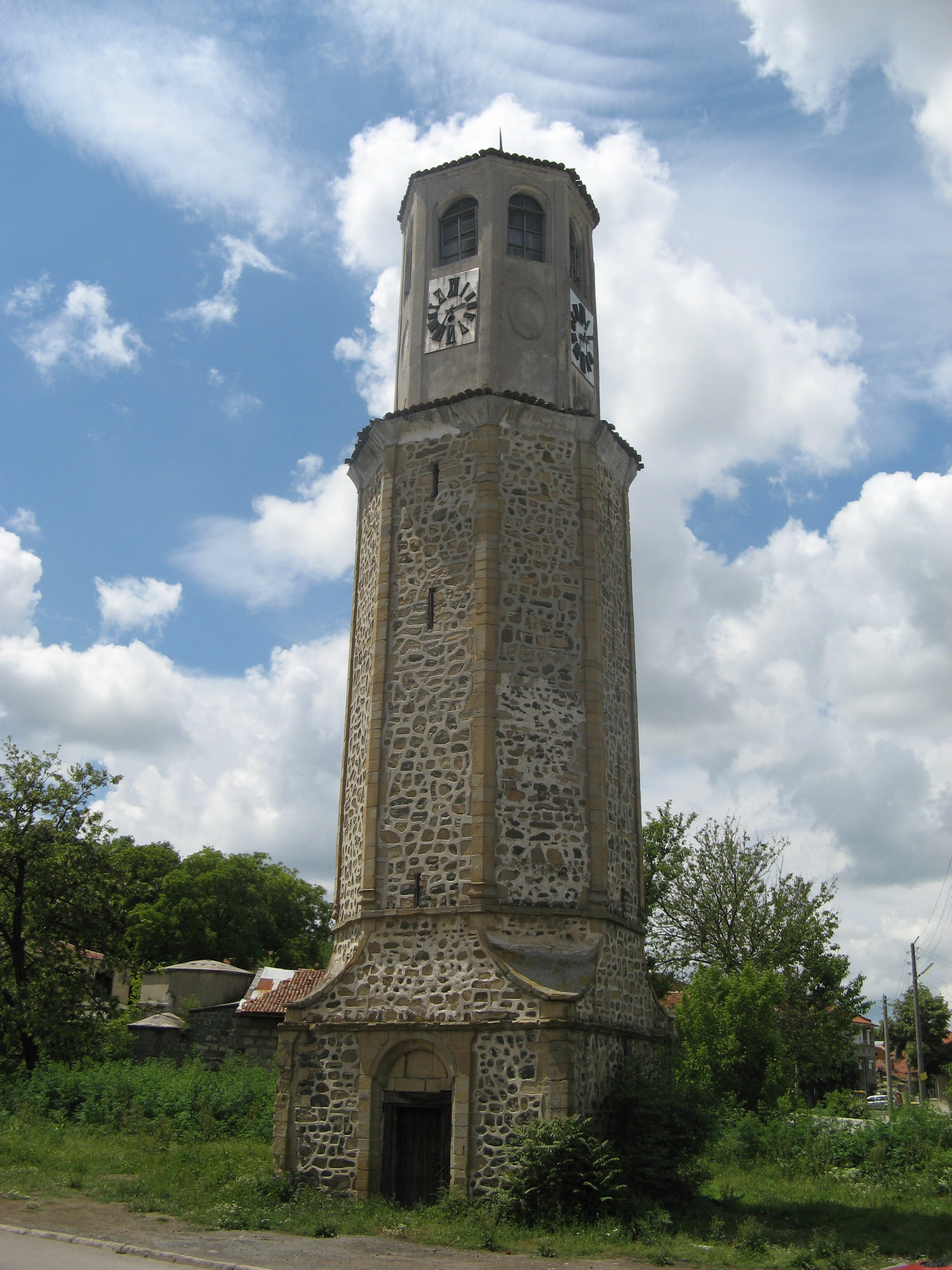
Hodinová věž
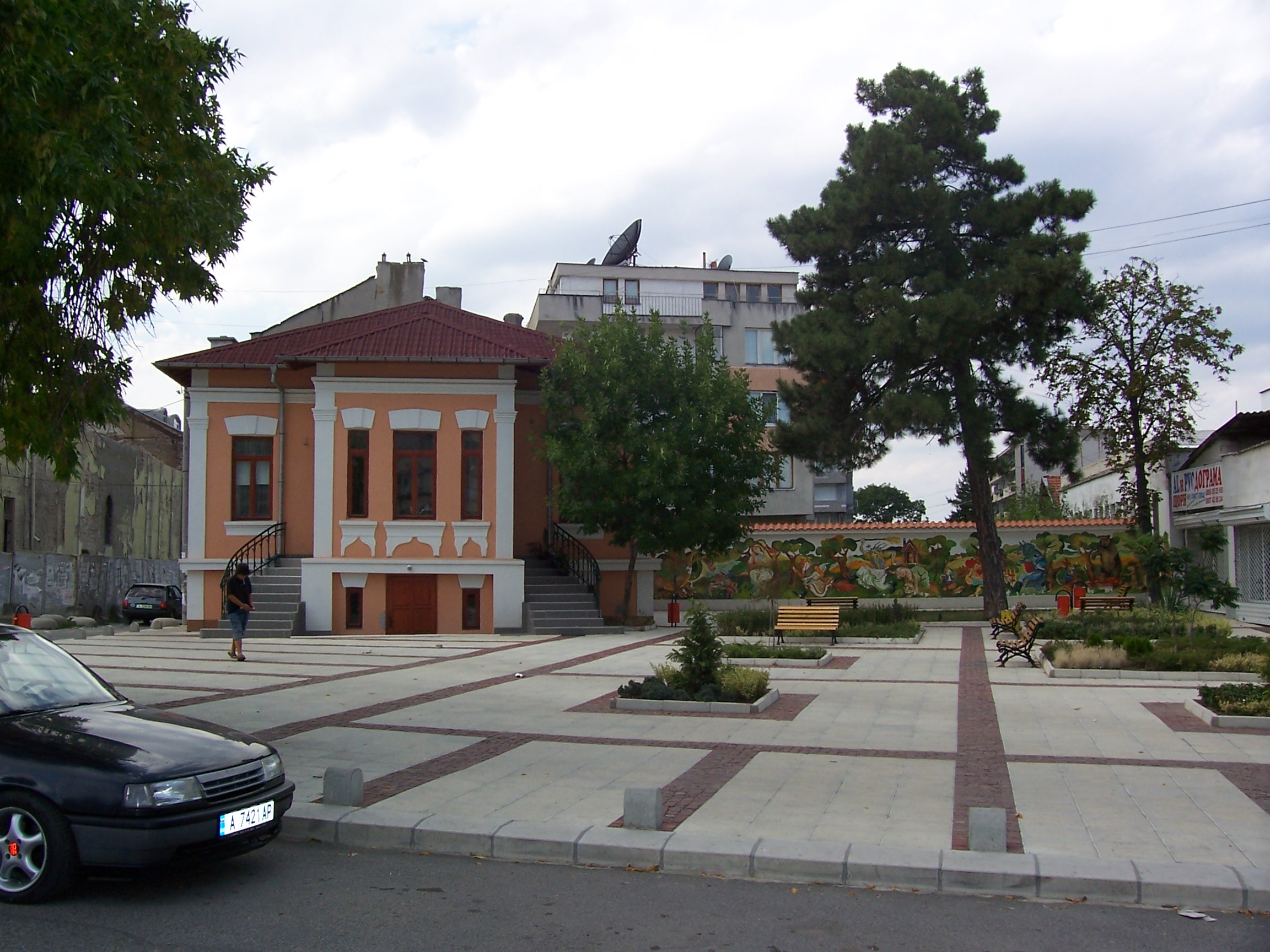
Dětská knihovna